# Мама Балде
Мама Самба Балде (порт. Mama Samba Baldé, нар. 6 листопада 1995, Бісау) — футболіст Гвінеї-Бісау, нападник французького клубу «Брест» і національної збірної Гвінеї-Бісау.

## Клубна кар'єра
Народився 6 листопада 1995 року в місті Бісау, згодом у дитячому віці перебрався до Португалії, де займався футболом в структурі клубів «Рекреюш Алгейран» і «Сінтренсі».
У дорослому футболі дебютував 2013 року виступами за головну команду «Сінтренсе» у третьому португальському дивізіоні.
2014 року перейшов до лісабонського «Спортінга», в структурі якого протягом наступних трьох років грав за «Спортінг» Б на рівні Сегунда-Ліги. Протягом частини 2015 року грав в оренді за команду «Бенфіка Каштелу», а 2017 року на аналогічних умовах приєднався до «Авеша». Відіграв за клуб з Віла-даз-Авеш наступні два сезони своєї ігрової кар'єри. Більшість часу, проведеного у складі «Авеша», був основним гравцем атакувальної ланки команди, допоміг їй здобути Кубок Португалії за результатами розіграшу 2017/18.
Влітку 2019 року, повернувшись з оренди до «Спортінга», знову не отримав шансів заграти за головну команду лісабонського клубу, натомість за 700 тисяч євро перейшов до французького «Діжона».
Влітку 2021 року, після того, як «Діжон» втратив місце в Лізі 1, Балде за 3,5 мільйона євро перебрався до «Труа».

## Виступи за збірну
2019 року дебютував в офіційних матчах у складі національної збірної Гвінеї-Бісау.
У складі збірної був учасником Кубка африканських націй 2019 року в Єгипті та Кубка африканських націй 2021 року, що проходив на початку 2022 року в Камеруні.
| Дата       | Місто      | Господарі           | Результат | Гості               | Турнір                                        | Голи | Примітки |
| ---------- | ---------- | ------------------- | --------- | ------------------- | --------------------------------------------- | ---- | -------- |
| 8-6-2019   | Пенафієл   | Ангола              | 2 – 0     | Гвінея-Бісау        | товариський матч                              | -    | 46'      |
| 25-6-2019  | Ісмаїлія   | Камерун             | 2 – 0     | Гвінея-Бісау        | Кубок африканських націй 2019 - груповий етап | -    | 71'      |
| 29-6-2019  | Ісмаїлія   | Бенін               | 0 – 0     | Гвінея-Бісау        | Кубок африканських націй 2019 - груповий етап | -    | 86'      |
| 2-7-2019   | Суец       | Гвінея-Бісау        | 0 – 2     | Гана                | Кубок африканських націй 2019 - груповий етап | -    |          |
| 4-9-2019   | Сан-Томе   | Сан-Томе і Принсіпі | 0 – 1     | Гвінея-Бісау        | Відбір до ЧС 2022                             | -    | 76' 82'  |
| 10-9-2019  | Бісау      | Гвінея-Бісау        | 2 – 1     | Сан-Томе і Принсіпі | Відбір до ЧС 2022                             | -    | 74'      |
| 17-11-2019 | Браззавіль | Республіка Конго    | 3 – 0     | Гвінея-Бісау        | Відбір до Кубка африканських націй 2021       | -    | 67'      |
| 8-10-2020  | Обідуш     | Гвінея-Бісау        | 1 – 0     | Мозамбік            | товариський матч                              | -    |          |
| 11-11-2020 | Тієс       | Сенегал             | 2 – 0     | Гвінея-Бісау        | Відбір до Кубка африканських націй 2021       | -    | 74'      |
| 15-11-2020 | Бісау      | Гвінея-Бісау        | 0 – 1     | Сенегал             | Відбір до Кубка африканських націй 2021       | -    | 81'      |
| Усього     |            | Матчів              | 10        |                     | Голів                                         | 0    |          |

## Титули і досягнення
- Володар Кубка Португалії (1):

«Авеш»: 2017-2018